# Cruz Alta (Rio Grande do Sul)
Cruz Alta is een gemeente in de Braziliaanse deelstaat Rio Grande do Sul. De gemeente telt 64.438 inwoners (schatting 2009).

## Aangrenzende gemeenten
De gemeente grenst aan Boa Vista do Cadeado, Boa Vista do Incra, Fortaleza dos Valos, Ibirubá, Pejuçara, Quinze de Novembro, Santa Bárbara do Sulen Tupanciretã.

## Verkeer en vervoer
De plaats ligt aan de wegen BR-158, BR-377, BR-481 en RS-342.

## Geboren in Cruz Alta
- Érico Veríssimo (1905-1975), schrijver
- David Russowski, "Russinho" (1917-1958), voetballer
- Saint Clair Cemin (1951), beeldhouwer, schilder en tekenaar
- Marco Antônio Lemos Tozzi, "Catê" (1973-2011), voetballer